# Louette-Saint-Denis
Louette-Saint-Denis is een dorpje in de Belgische provincie Namen en een deelgemeente van Gedinne. Het ligt een tweetal kilometer ten oosten van Louette-Saint-Pierre, beide ongeveer 2,5 km ten zuiden van Gedinne-centrum. Tot 1 januari 1977 was het een zelfstandige gemeente.
In de jaren 70 ging een stuk grondgebied, een exclave ten zuidwesten van Nafraiture tegen de Franse grens, naar de gemeente Vresse-sur-Semois.

## Demografische ontwikkeling
- Bronnen:NIS, Opm:1831 tot en met 1970=volkstellingen, 1976= inwoneraantal op 31 december